# Аюмаа
Аюмаа е традиционен абхазки арфов струнен музикален инструмент с триъгълна форма, подобен на грузинския чанги. В миналото е бил широко разпространен и на него музикантите са изпълнявали собствени творби. Употребявал се е и като акомпанимент при разказване на легенди и изпълнение на военни и исторически песни.
Корпусът е разположен под ъгъл към шийката на инструмента, издълбан и покрит с дървен дек без резонаторно отверстие. Изработва се от цяло парче дърво с формата на полуцилиндър. В този отвор, под дека, минава дървена планка с 14 отвора за всяка една от струните. Шийката представлява извита дъга от липова дървесина. Има 14 струни от конски косми, опънати между корпуса и шийката.
При изпълнение на аюмаа инструментът се поставя върху едното коляно и струните се дърпат с палеца и показалеца на двете ръце. С дясната се свири на дискантовите, а с лявата – на басовите. Звукоредът е диатоничен, тембърът е приглушен, мек и тих.
Традиционната аюмаа вече е излязла от употреба, заместена от усъвършенстван 15-струнен инструмент с копринени струни и хроматичен звукоред.